# کاستیا (منطقه تاریخی)
کاستیا (منطقه تاریخی) (به اسپانیایی: Castilla) یک منطقه تاریخی در اسپانیا است.

## خصوصیات
کاستیا ۸۰۰ متر بالاتر از سطح دریا واقع شده‌است.